# Gunzgen
Gunzgen é uma comuna da Suíça, no Cantão Soleura, com cerca de 1.546 habitantes. Estende-se por uma área de 3,91 km², de densidade populacional de 395 hab/km². Confina com as seguintes comunas: Boningen, Egerkingen, Fulenbach, Hägendorf, Härkingen, Kappel.
A língua oficial nesta comuna é o Alemão.

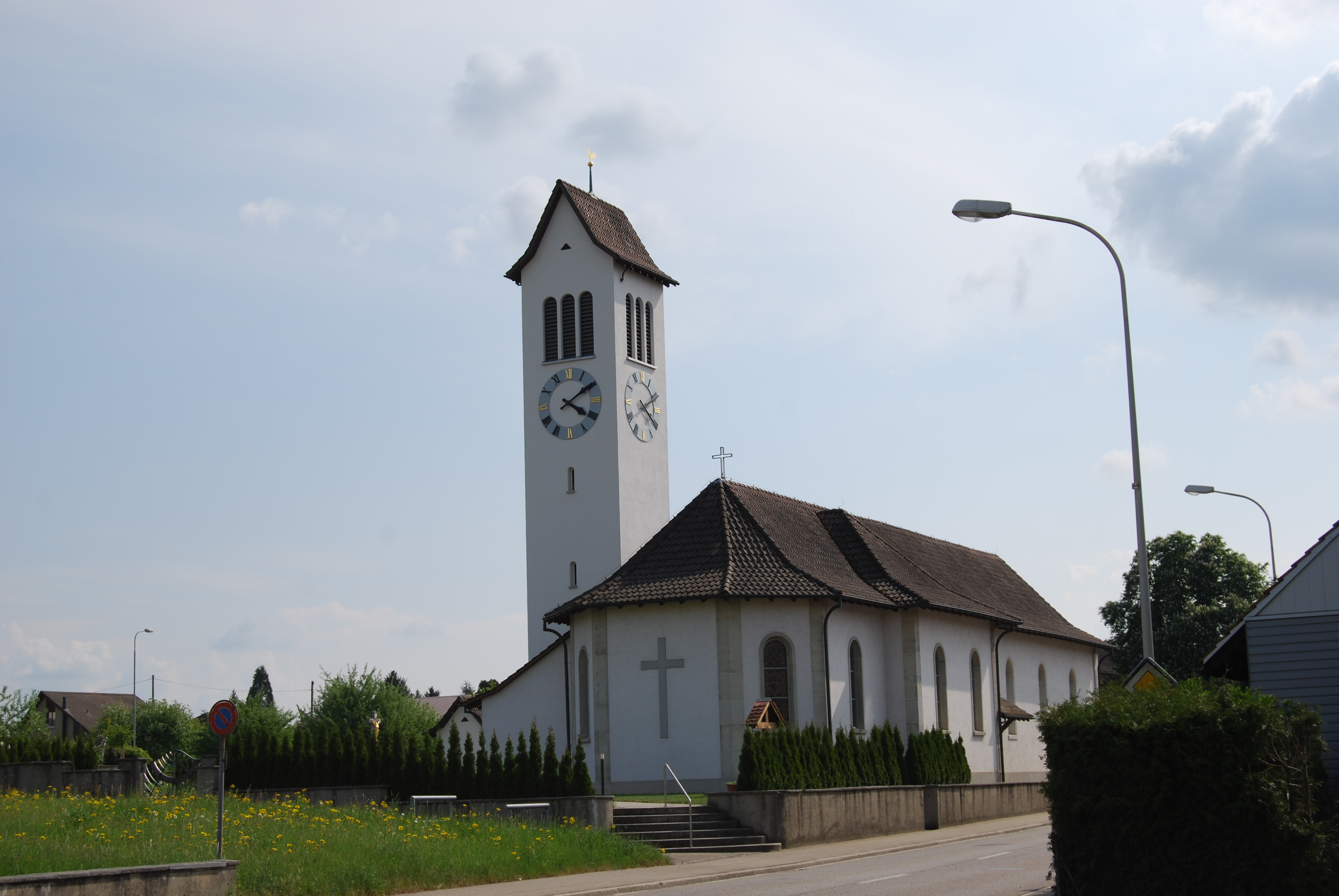
Gunzgen.